# Национальные социалисты — левые 21 века
Национа́льные социали́сты — ле́вые 21 ве́ка (чеш. Národní socialisté - levice 21. století) — левоцентристская политическая партия в Чехии. Лидер партии — бывший премьер-министр Чехии и бывший лидер Чешской социал-демократической партии Иржи Пароубек

## История
Партия была основана в октябре-ноябре 2011 года бывшим премьер-министром Чехии Иржи Пароубеком. Учредительный съезд партии состоялся 26 ноября 2011 года, председателем партии был избран Иржи Пароубек.
Партия не участвовала в выборах в Палату депутатов Чехии 2010 года. В результате того, что после выборов двое членов ČSSD, Иржи Пароубек и Петр Бедна, ставших членами Палаты депутатов Чехии, в конце 2011 года вышли из ČSSD и стали «левыми 21 века», партия получила два места в нижней палате парламента.

## Участие в выборах
| Год  | Выборы           | %    | мест | Δ       |
| ---- | ---------------- | ---- | ---- | ------- |
| 2012 | Сенат            | 1,01 | 0    | Впервые |
| 2013 | Палата депутатов |      |      |         |

## Председатели партии
- Иржи Пароубек (с 2011 года)